# Piñor
Piñor ist eine Gemeinde (municipio) mit 1.119 Einwohnern (Stand: 2024) in der Provinz Ourense in der Autonomen Region (Comunidad Autónoma) Galicien im Nordwesten Spaniens.

## Lage und Klima
Piñor liegt etwa 22 km nordnordwestlich von Ourense in einer Höhe von ca. 570 m. 
Das vom Atlantik geprägte Klima ist gemäßigt und nicht selten regnerisch (ca. 1225 mm/Jahr).

## Bevölkerungsentwicklung der Gemeinde
Quelle: INE-Archiv – grafische Aufarbeitung für Wikipedia
Durch Fortzug in die umliegenden Städte ist die Bevölkerung seit den 1950er Jahren stetig gesunken.

## Gemeindegliederung
Die Gemeinde Piñor ist in sieben Parroquias gegliedert:
| Parroquias | Patrozinium             | Einwohner 2024 | Fläche km² | Dichte Einw./km² | Höhe msnm | Ortskennzahl |
| ---------- | ----------------------- | -------------- | ---------- | ---------------- | --------- | ------------ |
| Barrán     | San Xoán                | 223            | 5,96       | 37               | 597       | 32061010000  |
| A Canda    | San Mamede              | 318            | 7,79       | 41               | 547       | 32061020000  |
| Carballeda | Santa María             | 184            | 5,26       | 35               | 633       | 32061030000  |
| Coiras     | San Xoán                | 95             | 9,64       | 10               | 711       | 32061060000  |
| A Corna    | Santa María do Desterro | 90             | 9,73       | 9                | 0         | 32061040000  |
| Loeda      | San Paio                | 141            | 5,15       | 27               | 540       | 32061050000  |
| Torcela    | Santiago                | 100            | 9,17       | 11               | 629       | 32061070000  |

## Wirtschaft
| Ackerbau, Viehzucht und Fischerei                                                  | 036 | 08,70  |
| Industrie                                                                          | 113 | 027,29 |
| Bauwirtschaft                                                                      | 034 | 08,21  |
| Dienstleistungsbetriebe                                                            | 231 | 055,80 |
| Total                                                                              | 414 | 100,00 |
| * Daten aus dem Statistischen Amt für Wirtschaftliche Entwicklung in Galicien, IGE |     |        |

## Sehenswürdigkeiten
- Johanniskirche in Arenteiro
- Kirche San Mamed in La Canda
- Marienkirche in Carballeda
- Johanniskirche in Coiras
- Marienkirche in La Corna
- Jakobuskirche in Torcela
- alte und neue Pauluskirche in Loeda

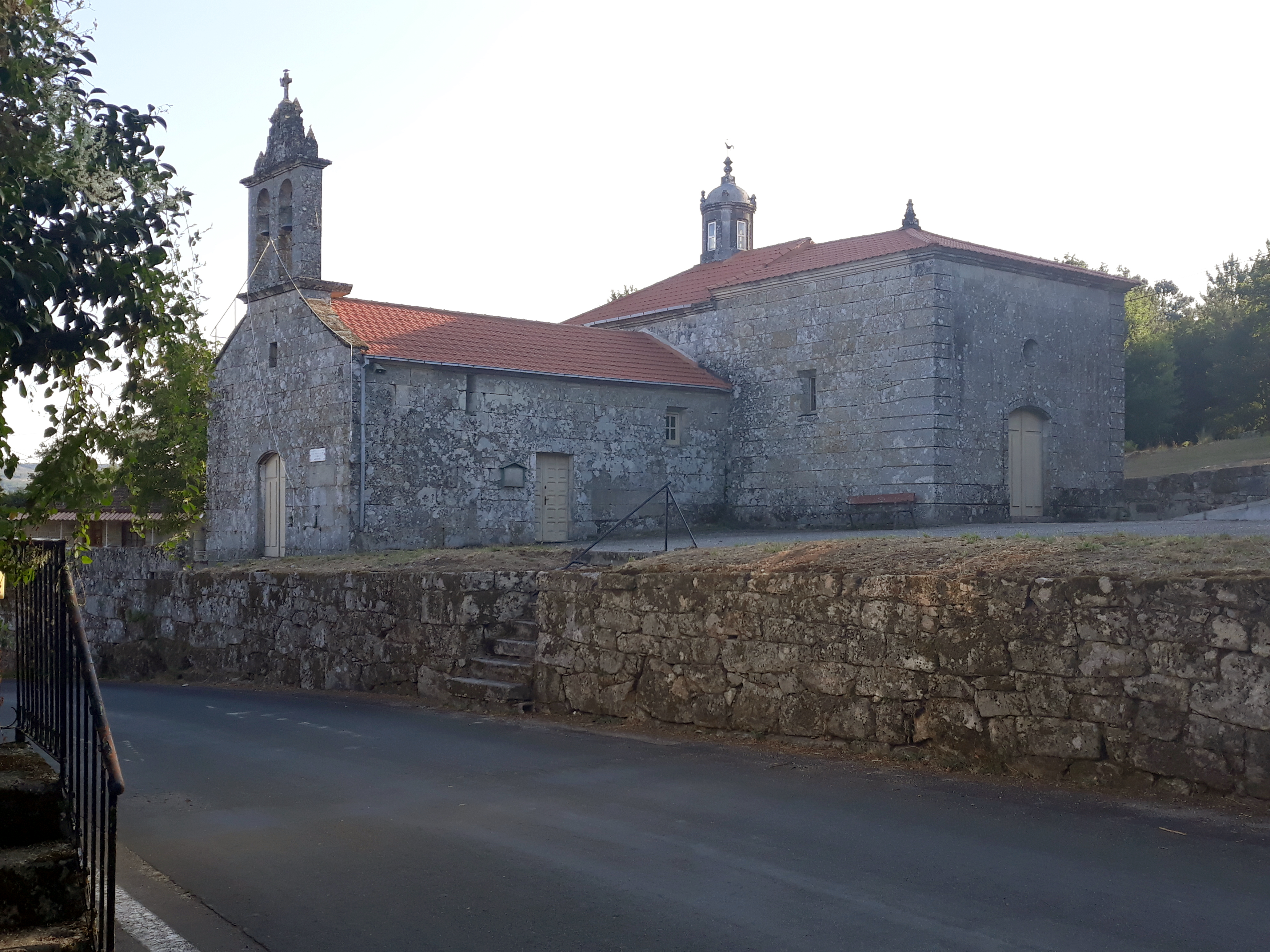
Johanniskirche in Arenteiro
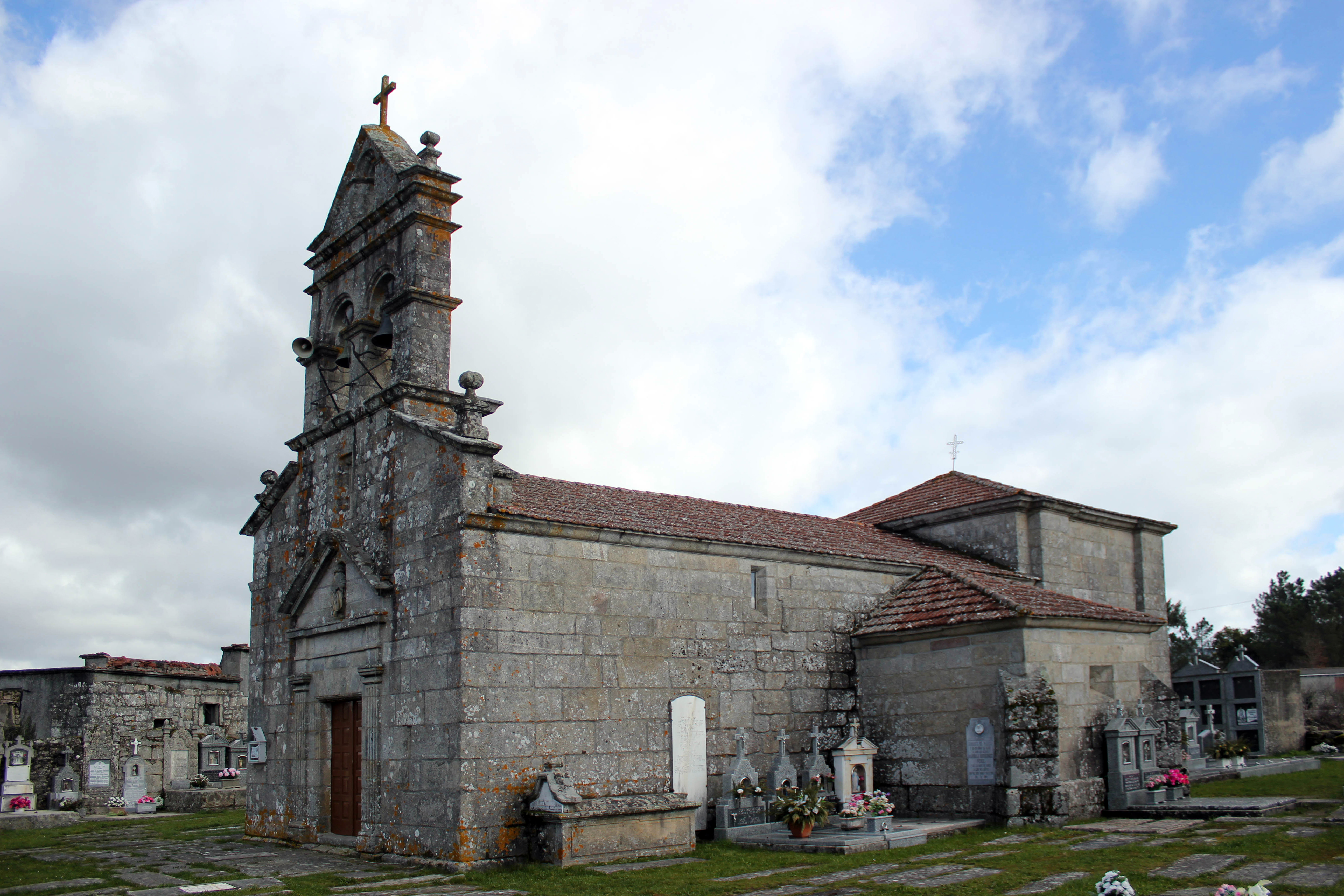
Kirche San Mamed
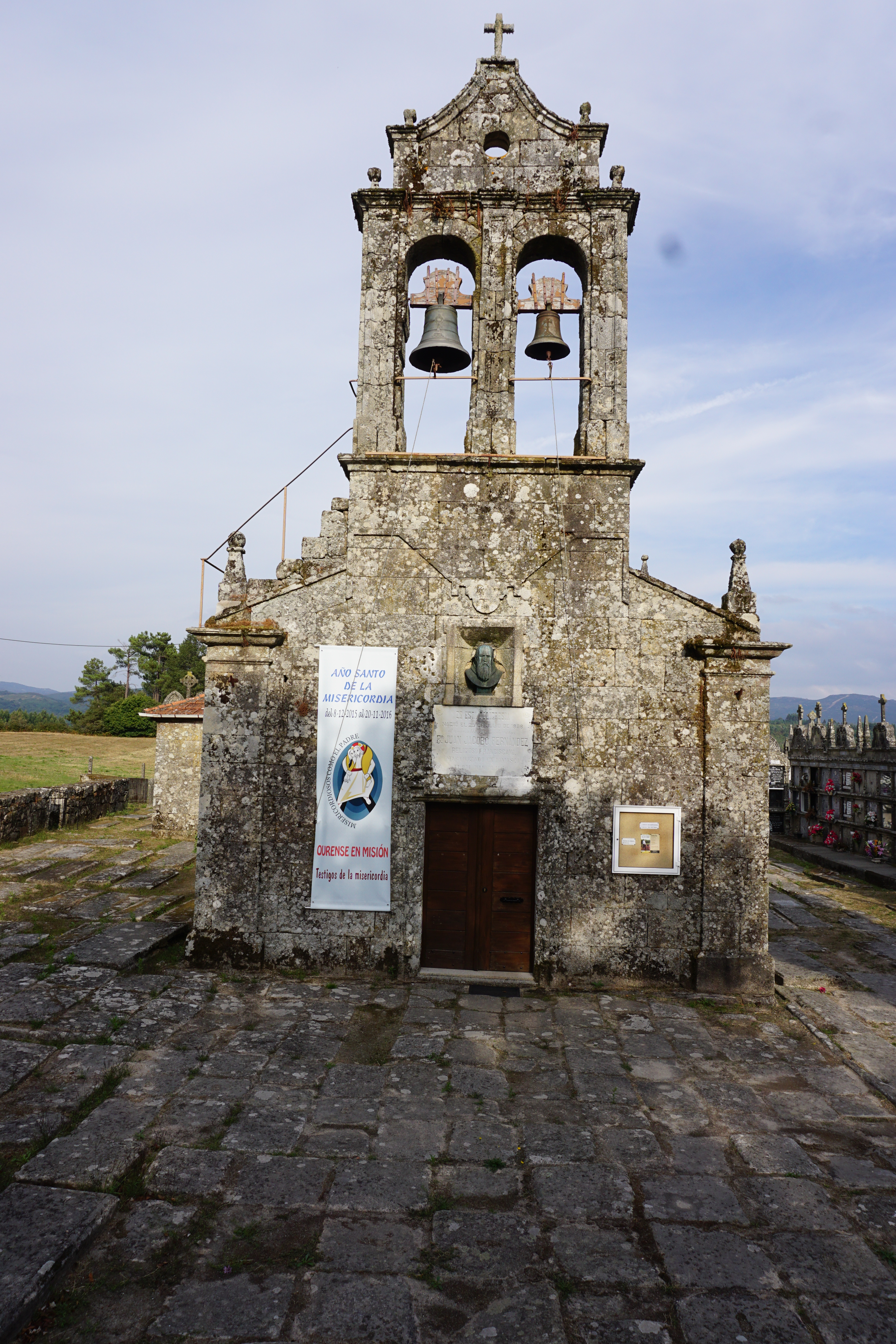
Marienkirche in Carballeda
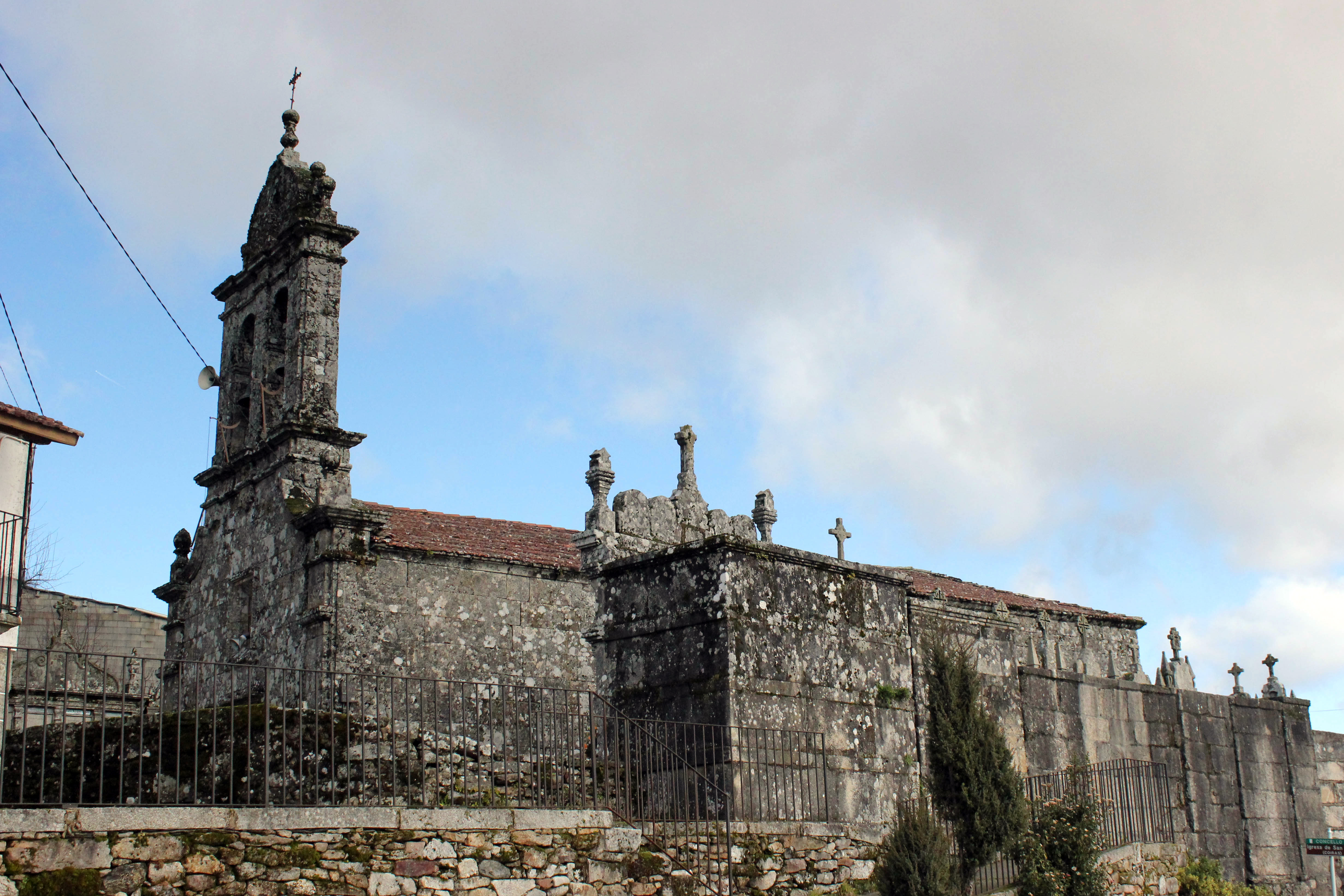
Johanneskirche in Coiras
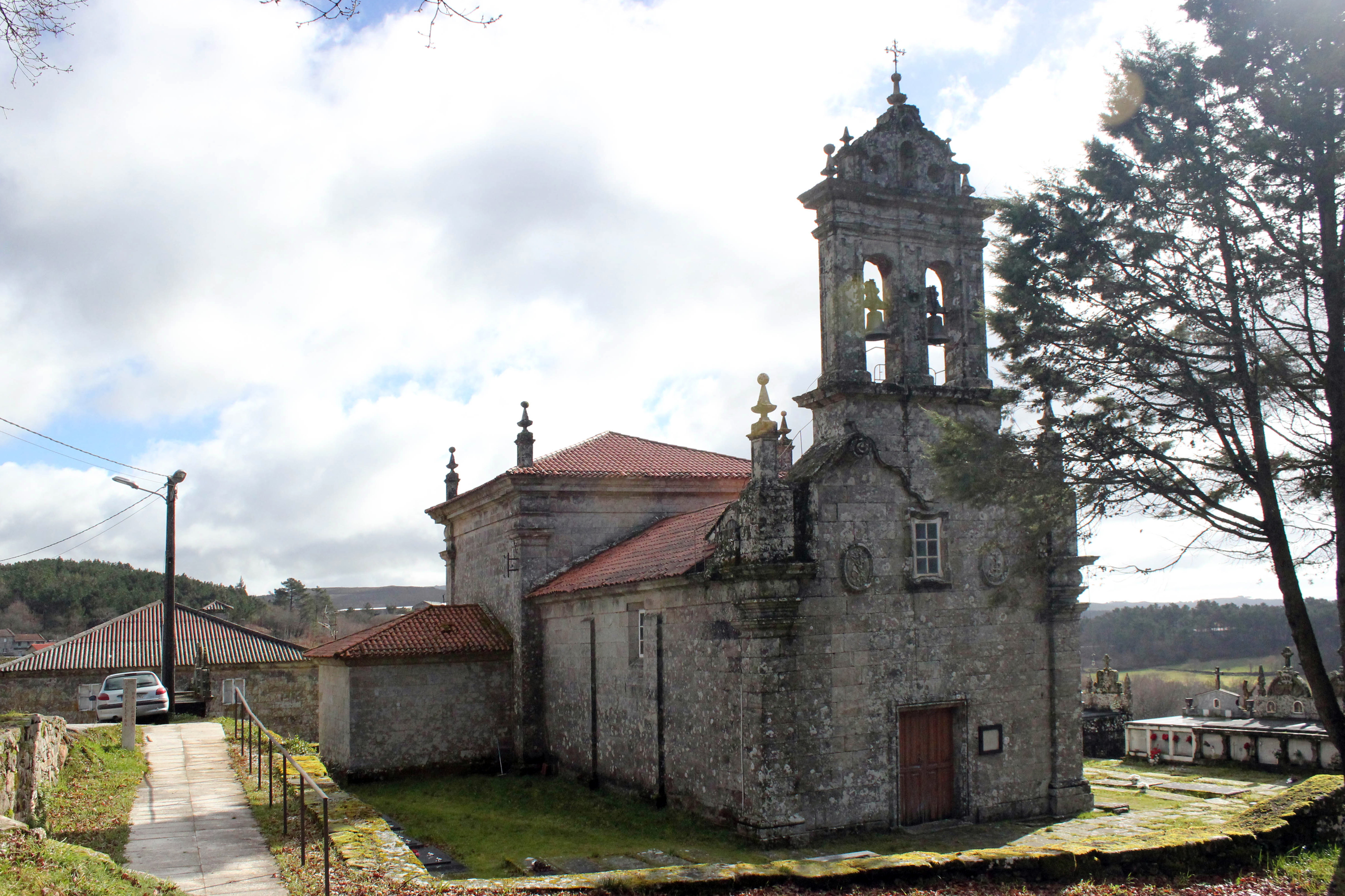
Marienkirche in La Corna
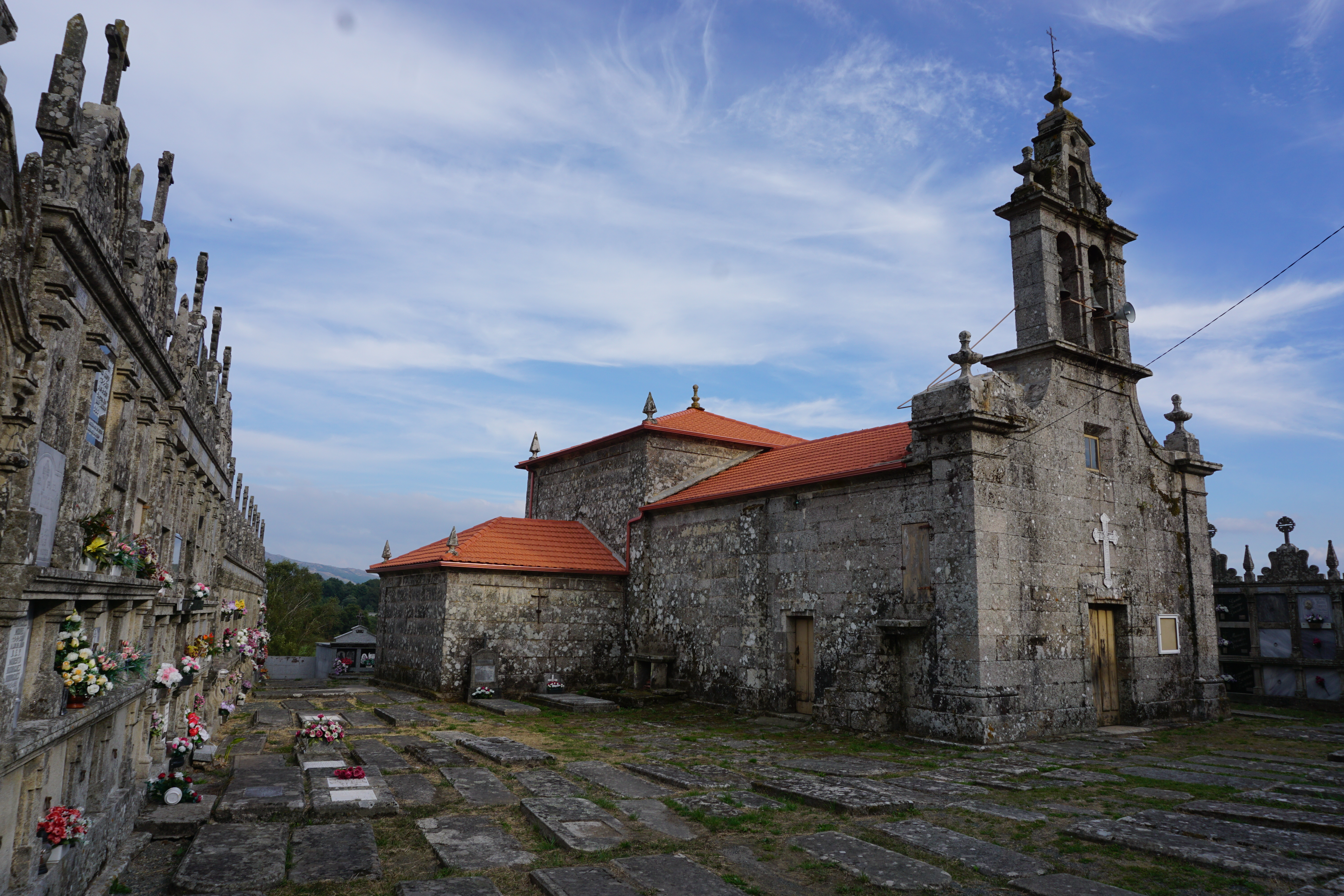
Jakobuskirche
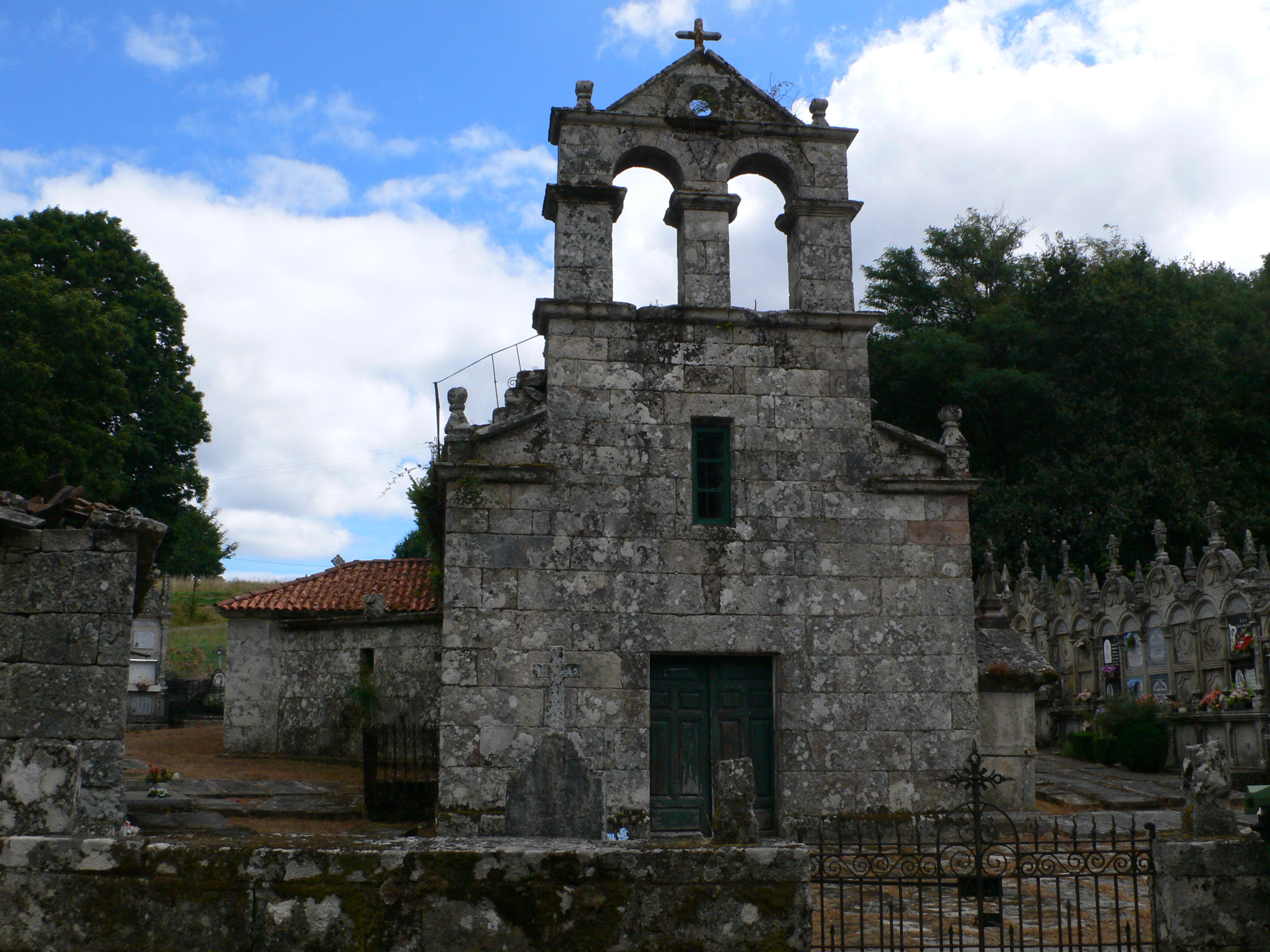
Alte Pauluskirche in Loeda
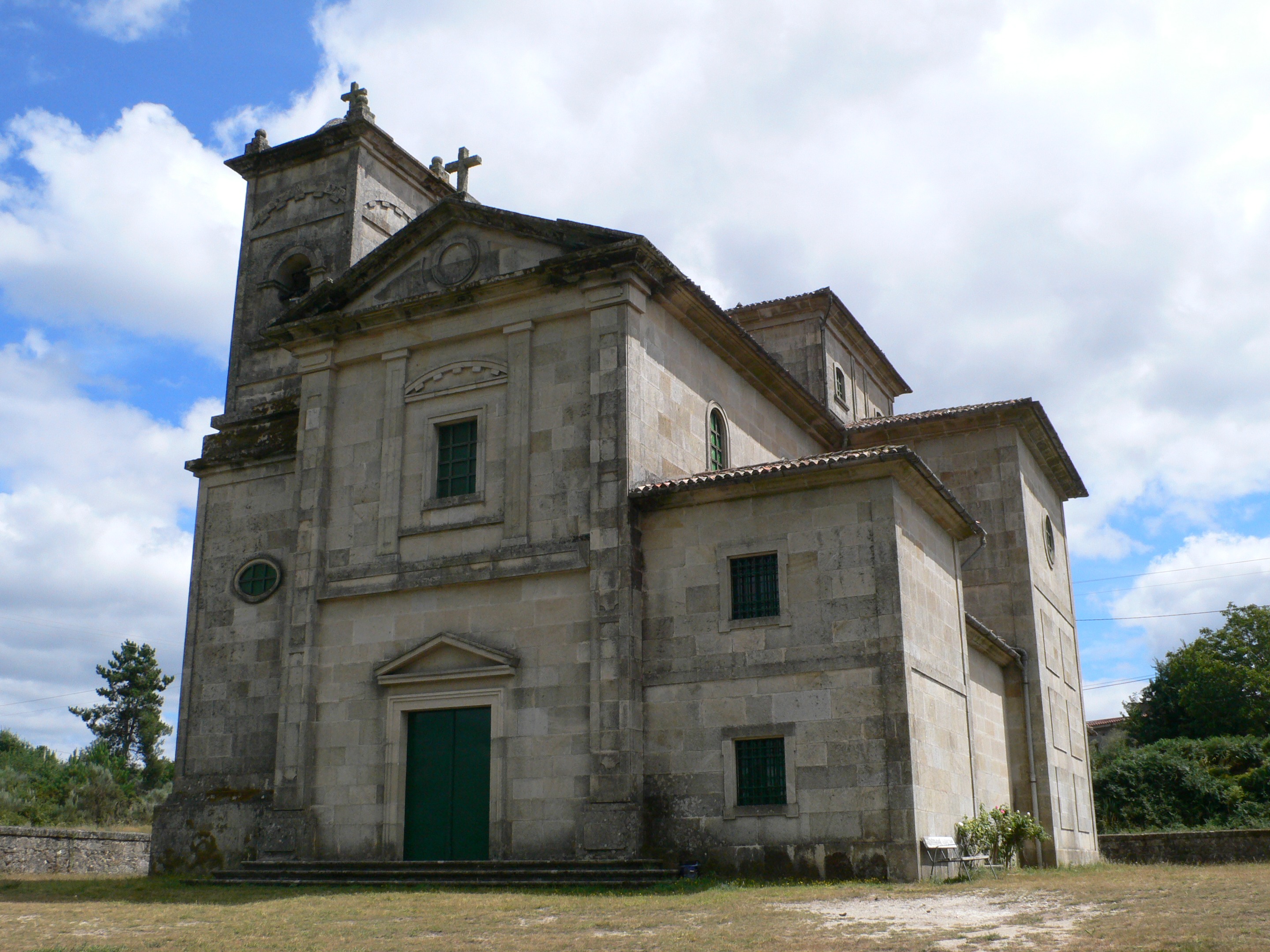
Neue Pauluskirche in Loeda

## Persönlichkeiten
- Juan Jacobo Fernández (1808–1860), Priester, während des Aufstands in Damaskus ermordet
- Camilo Lorenzo Iglesias (1940–2020), Bischof von Astorga (1995–2015)